# کارلا لمن
کارلا لمن (انگلیسی: Carla Lehmann؛ ۲۶ فوریه ۱۹۱۷ – ۱ دسامبر ۱۹۹۰) هنرپیشه اهل کانادا بود.
وی بازیگر فیلم‌هایی همچون فلایینگ فورترس و مأموریت سری بوده‌است.